# 21e cérémonie des Film Critics Circle of Australia Awards
La 21e cérémonie des Film Critics Circle of Australia Awards (FCCA Awards), décernés par la Film Critics Circle of Australia, a lieu le 19 mars 2013 et récompense les meilleurs films réalisés l'année précédente,.

## Palmarès

### Meilleur film
- Wish You Were Here
  - Dead Europe
  - Lore
  - Ne convient pas pour les enfants
  - Les Saphirs (The Sapphires)

### Meilleur réalisateur
- Cate Shortland pour Lore
  - Wayne Blair pour Les Saphirs (The Sapphires)
  - Kieran Darcy-Smith pour Wish You Were Here
  - Peter Templeman pour Ne convient pas pour les enfants

### Meilleur acteur
- Joel Edgerton pour le rôle de Dave Flannery dans Wish You Were Here
  - Ewen Leslie pour le rôle de  dans Dead Europe
  - Chris O'Dowd pour le rôle de Dave dans Les Saphirs (The Sapphires)

### Meilleure actrice
- Sarah Snook pour le rôle de Stevie dans Ne convient pas pour les enfants
  - Deborah Mailman pour le rôle de Gail McCrae dans Les Saphirs (The Sapphires)
  - Felicity Price pour le rôle d'Alice Flannery dans Wish You Were Here

### Meilleur acteur dans un second rôle
(ex æquo)
- Antony Starr pour le rôle de Jeremy King dans Wish You Were Here
- Ryan Corr pour le rôle de Gus dans Ne convient pas pour les enfants
  - Liev Schreiber pour le rôle de Trevor Blundell dans Mental

### Meilleure actrice dans un second rôle
- Rebecca Gibney pour le rôle de Shirley Moochmoore dans Mental
  - Jessica Mauboy pour le rôle de Julie McCrae dans Les Saphirs (The Sapphires)
  - Teresa Palmer pour le rôle de Steph McKinney dans Wish You Were Here

### Meilleur espoir
- Saskia Rosendahl pour le rôle de Lore dans Lore
  - Kodi Smit-McPhee pour le rôle de Josef dans Dead Europe
  - Hanna Mangan Lawrence pour le rôle de Kit dans Thirst
  - Lily Sullivan pour le rôle de Coral Moochmore dans Mental

### Meilleur scénario
- Wish You Were Here – Kieran Darcy-Smith et Felicity Price
  - Lore – Cate Shortland et Robin Mukherjee
  - Les Saphirs (The Sapphires) – Keith Thompson et Tony Briggs

### Meilleure photographie
- Les Saphirs (The Sapphires) – Warwick Thornton
  - Lore – Adam Arkapaw
  - Wish You Were Here – Jules O'Loughlin

### Meilleur montage
- Wish You Were Here – Jason Ballantine
  - Lore – Veronika Jenet
  - Les Saphirs (The Sapphires) – Dany Cooper

### Meilleure musique de film
- Les Saphirs (The Sapphires) – Cezary Skubiszewski
  - Lore – Max Richter
  - Ne convient pas pour les enfants – Matteo Zingales

### Meilleur film documentaire
- Paul Kelly: Stories of me
  - Despite the Gods
  - Dr Sarmast's Music School
  - Lasseter's Bones

## Statistiques

### Nominations multiples
9 : Les Saphirs, Wish You Were Here
7 : Lore
5 : Ne convient pas pour les enfants
3 : Dead Europe, Mental

### Récompenses multiples
5 : Wish You Were Here
2 : Lore, Les Saphirs